# Паралельний аналіз
Паралельний аналіз (англ. parallel analysis) —
- 1. В аналітичній хімії — одночасний аналіз певного аналіту у багатьох зразках, або одночасний аналіз багатьох аналітів у одному зразкові. Широко використовується у комбінаторній хімії.
- 2. У хемометриці — використання одного й того ж методу для статистичного аналізу різних наборів незакорельованих випадкових даних, отриманих обробкою певних експериментальних даних.